# عسل‌خوار کوهستان
عسل‌خوار کوهستان (نام علمی: Myzomela adolphinae) نام یک گونه از سرده عسل‌خوارهای کوتوله است.